# ライアン・アダムス (野球)
ライアン・スコット・アダムス（Ryan Scott Adams, 1987年4月21日 - ）は、アメリカ合衆国・ルイジアナ州ニューオーリンズ出身のプロ野球選手（内野手）。右投右打。

## 経歴
2006年、MLBドラフト2巡目（全体58位）でボルチモア・オリオールズから指名され、7月13日に契約。
2011年5月20日、メジャーデビューを果たす。昇格するまでの間、マイナーリーグ (AAA級) では94試合に出場してホームラン10本を放っていた。メジャーでは29試合に出場し、打率.281を記録した。守備では26試合でセカンドを守り、2失策・守備率.983・守備防御点 - 3と、平均以下の内容だった。
2012年11月3日にFAとなった。
2014年1月18日にロサンゼルス・ドジャースとマイナー契約を結んだ。結局この年もメジャー復帰はならず、2012年から3シーズン連続で、メジャーでの試合出場が0だった。

## 詳細情報

### 年度別打撃成績
| 年 度    | 球 団    | 試 合 | 打 席 | 打 数 | 得 点 | 安 打 | 二 塁 打 | 三 塁 打 | 本 塁 打 | 塁 打 | 打 点 | 盗 塁 | 盗 塁 死 | 犠 打 | 犠 飛 | 四 球 | 敬 遠 | 死 球 | 三 振 | 併 殺 打 | 打 率 | 出 塁 率 | 長 打 率 | O P S |
| -------- | -------- | ----- | ----- | ----- | ----- | ----- | -------- | -------- | -------- | ----- | ----- | ----- | -------- | ----- | ----- | ----- | ----- | ----- | ----- | -------- | ----- | -------- | -------- | ----- |
| 2011     | BAL      | 29    | 96    | 89    | 9     | 25    | 4        | 0        | 0        | 29    | 7     | 0     | 0        | 0     | 0     | 6     | 0     | 1     | 25    | 7        | .281  | .333     | .326     | .659  |
| MLB：1年 | MLB：1年 | 29    | 96    | 89    | 9     | 25    | 4        | 0        | 0        | 29    | 7     | 0     | 0        | 0     | 0     | 6     | 0     | 1     | 25    | 7        | .281  | .333     | .326     | .659  |